# روبی دی
 روبی دی (انگلیسی: Ruby Dee؛ زادهٔ ۲۷ اکتبر ۱۹۲۲ – درگذشته ۱۱ ژوئن ۲۰۱۴) یک هنرپیشه اهل ایالات متحده آمریکا بود. وی از سال ۱۹۴۰ میلادی تا ۲۰۱۳ مشغول فعالیت بوده‌است.

## زندگینامه
دی ۲۷ اکتبر ۱۹۲۲ با نام روبی آن والاس در کلیولند، اوهایو به دنیا آمد. او دختر یک باربر قطار و یک معلم مدرسه بود و در محله هارلم نیویورک بزرگ شد.او به دانشکده هانتر در نیویورک رفت. او در ۱۹۴۱ به امریکن نیگرو تیه‌تر پیوست و سپس برای اولین بار در برادوی روی صحنه رفت.
دی سال ۱۹۴۶ در برادوی در نمایش جب مقابل دیویس نقش‌آفرینی کرد. دیویس کارگردان و نویسنده نمایشنامه هم بود. «جب» دربارهٔ یک سرباز سیاه‌پوست است که پس از بازگشت از جنگ جهانی دوم با یک کو کلاکس کلانِ سفیدپوست و بسیار نژادپرست روبرو می‌شود.
از فیلم‌های دی می‌توان به داستان جکی رابینسن (۱۹۵۰) با بازی خود رابینسن به نقش اولین بازیکن سیاه‌پوست لیگ بیسبال همین‌طور انگور خشکیده‌ای در آفتاب (۱۹۶۱) که در آن با سیدنی پواتیه بازیگر افسانه‌ای سیاه پوست سینما همبازی بود، اشاره کرد. فیلم دوم دربارهٔ زندگی یک خانواده سیاه‌پوست در یکی از محلات فقیرنشین شیکاگو است.
از فیلم‌هایی که وی در آن نقش داشته‌است، می‌توان به گانگستر آمریکایی، کار درست را بکن، چشمانشان نظاره‌گر خدا بود و انگیزه عدالت اشاره کرد.

## مرگ
روبی دی ۱۱ ژوئن، چهارشنبه شب به دلیل عوارض ناشی از کهولت سن در خانه‌اش در نیو راشل، نیویورک درگذشت. خانواده دی هنگام مرگ کنارش بودند. او ۹۱ ساله بود.
باراک اوباما در مورد وی گفت: روبی با نقش‌آفرینی‌های قابل توجه خود راه را برای نسل‌های مختلف بازیگران سیاه‌پوست هموار کرد و الهام‌بخش زنان آمریکاییِ آفریقایی‌تبار در سراسر آمریکا بود.